# Gare d'Herny
La gare de Herny est une gare ferroviaire française de la ligne de Rémilly à Stiring-Wendel, située sur le territoire de la commune de Herny dans le département de la Moselle.
C'est une halte de la SNCF desservie par des trains TER Grand Est.

## Situation ferroviaire
Établie à 242 mètres d'altitude, la gare d'Herny est située au point kilométrique (PK) 6,773 de la ligne de Rémilly à Stiring-Wendel, entre les gares ouvertes de Rémilly et de Faulquemont, s'intercale la halte fermée de Mainvillers. 

## Fréquentation
De 2015 à 2024, selon les estimations de la SNCF, la fréquentation annuelle de la gare s'élève aux nombres indiqués dans le tableau ci-dessous.
| Année     | 2015   | 2016   | 2017   | 2018  | 2019  | 2020  | 2021  | 2022  | 2023  | 2024  |
| --------- | ------ | ------ | ------ | ----- | ----- | ----- | ----- | ----- | ----- | ----- |
| Voyageurs | 12 662 | 11 525 | 10 210 | 8 589 | 8 999 | 5 431 | 6 950 | 8 312 | 9 243 | 7 921 |

## Service des voyageurs

### Accueil
C'est un point d'arrêt non géré (PANG) à accès libre. 

### Desserte
Herny est desservie par des trains TER Grand Est, des lignes 15 : Metz - Forbach - Saarbrücken ; et 16 : Metz - Rémilly - Béning.

## Patrimoine ferroviaire
Le bâtiment voyageurs d'origine, proche de ceux des autres gares de l'embranchement de Frouard à Forbach, a la particularité d'être construit à flanc de talus et dispose d'un étage supplémentaire côté voies. Comme certaines des gares entre Metz et la frontière allemande, son toit a une pente plus importante. Désaffecté du service ferroviaire, il a été reconverti en habitation.